# Барон Коэн, Саша
Са́ша Но́эм Баро́н Ко́эн (англ. Sacha Noam Baron Cohen; род. 13 октября 1971, Хаммерсмит, Лондон, Англия, Великобритания) — британский актёр кино, телевидения и озвучивания, комик, сценарист, продюсер. В первую очередь известен как создатель сатирических персонажей: Али Джи (английского джанглиста), Бората Сагдиева (казахского репортёра), Бруно Гехарда (австрийского гомосексуала — ведущего программы мод) и генерал-адмирала Аладина (диктатора африканской страны Вадии). Как и его кумир Питер Селлерс, Барон Коэн использует различные акценты и обличья своих персонажей. В образе своих персонажей он взаимодействует с ничего не подозревающими людьми и высмеивает их. По поводу этих взаимодействий The Observer писал: «Его карьера была построена на том, чтобы разводить людей, сохраняя при этом невозмутимое лицо».
Наибольшую известность Саше Барону Коэну принесли комедийные роли в таких картинах, как «Али Джи в парламенте», «Борат» и его продолжение, «Бруно», «Диктатор». Другие работы Барона Коэна включают озвучивание короля Джулиана XIII в серии мультфильмов «Мадагаскар» (2005—2012) и появление в таких фильмах, как «Рики Бобби: Король дороги» (2006), «Суини Тодд, демон-парикмахер с Флит-стрит» (2007), «Хранитель времени» (2011), «Отверженные» (2012) и «Суд над чикагской семёркой». Он снялся в эпизодической роли ведущего новостей Би-би-си в фильме «Телеведущий 2: И снова здравствуйте» (2013). В 2016 году Барон Коэн снялся в комедийном фильме «Братья из Гримсби», а также в фильме «Алиса в Зазеркалье». В 2018 году он выступил автором мини-сериала «Кто есть Америка?», где так же исполнил несколько главных ролей, за что был номинирован на премии «Золотой глобус» в категории «Лучший актёр в телевизионном сериале — комедия или мюзикл». В 2019 году Барон Коэн сыграл Эли Коэна в мини-сериале от Netflix «Шпион» и был номинирован на «Золотой глобус» в номинации «Лучший актёр — мини-сериал или телевизионный фильм».
Саша Барон Коэн был назван лучшим новичком на British Comedy Awards в 1999 году за The 11 O’Clock Show, а также получил две премии BAFTA TV за «Шоу Али Джи». Работа над дилогией «Борат» принесла Барону Коэну две номинации на премию «Оскар» в категории «Лучший адаптированный сценарий» и две премии «Золотой глобус» в категории «Лучший актёр — комедия или мюзикл». После выхода «Бората» Барон Коэн заявил, что Борат и Али Джи уходят в отставку, потому что публика слишком хорошо знакома с этими персонажами. После выхода фильма «Бруно» он сказал, что и этот персонаж тоже уйдёт в отставку. На церемонии вручения премии British Comedy Awards 2012 года он получил награду За выдающиеся достижения, приняв её в образе Али Джи. В 2013 году на церемонии вручения премии «Британия» он получил награду Чарли Чаплина за выдающиеся достижения в области комедии. В начале 2021 года за исполнение роли Бората Сагдиева Саша Барон Коэн получил второй «Золотой глобус» в категории «Лучший актёр — комедия или мюзикл», а также был удостоен награды за «Лучший фильм — комедия или мюзикл» . В том же году роль Эбби Хоффмана в «Суде над чикагской семёркой» принесла Саше номинацию на награду «Оскар», а также на премии «Золотой глобус» и Американской Гильдии киноактёров в категории «Лучший актёр второго плана».
В 2018 году британская газета The Times назвала Барона Коэна одним из 30 лучших ныне живущих комиков, а в 2019 году телеканал Gold включил его в список величайших британских комиков.

## Ранние годы и образование
Саша Барон Коэн родился в лондонском районе Хаммерсмит в еврейской семье; младший из трёх братьев. Отец, Джеральд Барон Коэн (1932—2016), был владельцем магазина мужской одежды и уроженцем Лондона; мать, Даниэлла Наоми Барон Коэн (урождённая Вайзер, род. 1939), инструктор по лечебной физкультуре, родилась в подмандатной Палестине. Прадед Саши Барон Коэна по отцовской линии, ювелир Хаим Коган (Коэн), покинул территорию современной Беларуси в 1880-х годах и уже в Кардиффе женился на иммигрировавшей из Царства Польского Амелии Барон; бабушка артиста по материнской линии, Лизель Леви была балериной и жила в Хайфе, куда бежала с семьёй из Германии в 1936 году. Дед артиста, Мойше (Моррис) Коэн, поселился в Уайтчепеле, став первым поколением в семье, перешедшим с идиша на английский язык; он добавил к своей исходной фамилии Коэн фамилию матери — Барон.
Саша начал играть на сцене ещё во время учёбы в колледже Христа (Кембриджский университет), где темой его исследований была роль и помощь американских евреев в поддержке борьбы афроамериканцев США за свои права.

## Карьера
В 1994 году появился в телевизионной программе «The Word» на Channel 4 в образе албанского репортёра Кристо, который позже трансформировался в казахского журналиста Бората Сагдиева. Самым популярным сценическим образом Коэна является рэпер Али Джи. В этом качестве артист вёл свою программу «Шоу Али Джи» на MTV, принимал участие в съёмках нескольких фильмов (он озвучивал лемура Джулиана в анимационной ленте «Мадагаскар») и музыкальных клипов, в том числе снялся в ролике Мадонны «Music». Другим сценическим персонажем Коэна является австрийский гомосексуал Бруно — ведущий fashion-шоу.
Актёр должен был сыграть Фредди Меркьюри в проекте, выход которого был запланирован на 2014 год, но покинул его из-за творческих разногласий с участниками группы Queen.
На церемонии вручения премии 88-й церемонии вручения наград Американской академии «Оскар» Саша Барон Коэн вновь появился в образе английского джанглиста Али Джи.

## Семья
Брат — Эрран Боаз Барон Коэн (род. 1968), трубач и композитор, основатель группы Zohar; автор музыки ко всем фильмам брата.
Двоюродные братья — психолог и психопатолог Саймон Барон Коэн (род. 1958); театровед Дэн Барон Коэн (род. 1957); сценарист и режиссёр Эш (Эшли-Луис) Барон-Коэн (род. 1967).
С 2010 года по 2024 год был женат на актрисе Айле Фишер, у них есть трое детей: две дочери — Олив, родившаяся 19 октября 2007 года в Лос-Анджелесе, и Элула, родившаяся летом 2010 года и сын Монтгомери Мозес Брайан Барон Коэн (род. 17 марта 2015).

## Персонажи

### Али Джи
Али Джи (англ. Ali G) — вымышленный эмси из города Стейнс-апон-Темз, озабоченный научными вопросами. Основной персонаж «Da Ali G Show», помимо остальных персонажей — Бруно и Бората. Главный герой фильма «Али Джи в парламенте» (англ. Ali G Indahouse).

### Борат Сагдиев
Борат Сагдиев (англ. Borat Sagdiyev) — вымышленный казахский журналист, расист, сексист, антисемит и гомофоб. Главный герой фильма «Борат: культурные исследования Америки в пользу славного государства Казахстан» и его продолжения.

### Бруно
Бруно (англ. Bruno, нем. Brüno) — австрийский тележурналист, делающий репортажи на такие темы, как мода, развлечения, знаменитости и гомосексуальность.
Главный герой фильма «Брӱно».

### Хаффаз Аладин
Генерал-адмирал Хаффаз Аладин (англ. Admiral General Aladeen) — диктатор богатой нефтью североафриканской страны Вадии (вымышленного государства расположенного на месте Эритреи. «Ва̄дӣ» (وَادِي) в переводе с арабского — долина или пересохшее русло реки). Его власть абсолютна и безгранична. Он эксцентричный, развращённый и эгоистичный правитель в лучших традициях восточного деспота. Любящий беззаботно веселиться и всегда побеждать (с этой целью организовал собственные Летние Олимпийские игры, на которых самолично завоевал все золотые медали). Обожающий роскошь, дорогих и известных женщин. Жестоко расправляющийся с людьми, которые посмели ему перечить или просто пришлись не по нраву. В то же время достаточно наивен и беспечен как во внешней политике своего государства, так и в дворцовых интригах своего дяди Тамира. Является поклонником Ким Чен Ына и одним из последних «реликтовых» диктаторов на планете. Критикует демократию и либерализм как лживые и вредоносные идеологии, развращающие общество и сеющие хаос (вероятно отсылка к работам: Платона, Бенджамина Франклина, Льва Тихомирова, Пьера де Шардена). Перед смертью своего отца поклялся, что западная демократия никогда не придет в его так любовно угнетаемую страну.

## Фильмография
| Год       |     | Русское название                          | Оригинальное название                          | Роль                                   |
| --------- | --- | ----------------------------------------- | ---------------------------------------------- | -------------------------------------- |
| 1995      | тф  | —                                         | Jack and Jeremy’s Police 4                     | разные персонажи                       |
| 1996      | кор | —                                         | Punch                                          | н/д                                    |
| 1998      | с   | —                                         | Comedy Nation                                  | разные персонажи                       |
| 1998—1999 | с   | —                                         | The 11 O’Clock Show                            | Али Джи                                |
| 1999      | тф  | —                                         | Ali G’s Christmas Message to the Nation        | Али Джи                                |
| 2000      | ф   | —                                         | The Jolly Boys’ Last Stand                     | Винни                                  |
| 2000—2004 | с   | Шоу Али Джи                               | Da Ali G Show                                  | Али Джи / Борат Сагдиев / Бруно        |
| 2002      | ф   | Али Джи в парламенте                      | Ali G Indahouse                                | Али Джи                                |
| 2003      | кор | —                                         | Spyz                                           | Али Джи / Джеймс Бонд                  |
| 2003—2006 | с   | Поздняя ночь с Конаном О’Брайеном         | Late Night with Conan O’Brien                  | Али Джи / Борат Сагдиев                |
| 2005      | мф  | Мадагаскар                                | Madagascar                                     | король Джулиан                         |
| 2005      | с   | Умерь свой энтузиазм                      | Curb Your Enthusiasm                           | проводник Ларри                        |
| 2006      | ф   | Рики Бобби: Король дороги                 | Talladega Nights: The Ballad of Ricky Bobby    | Жан Жирар                              |
| 2006      | ф   | Борат                                     | Borat                                          | Борат Сагдиев                          |
| 2006      | с   | —                                         | Reel Comedy                                    | Борат Сагдиев                          |
| 2006      | с   | Говард Стерн по требованию                | Howard Stern on Demand                         | Борат Сагдиев                          |
| 2006—2009 | с   | Позднее шоу с Дэвидом Леттерманом         | Late Show with David Letterman                 | Борат Сагдиев / Бруно                  |
| 2006—2012 | с   | Субботним вечером в прямом эфире          | Saturday Night Live                            | Борат Сагдиев / адмирал-генерал Аладин |
| 2006—2012 | с   | Ежедневное шоу                            | The Daily Show                                 | Борат Сагдиев / адмирал-генерал Аладин |
| 2007      | ф   | Суини Тодд, демон-парикмахер с Флит-стрит | Sweeney Todd: The Demon Barber of Fleet Street | Адольфо Пирелли                        |
| 2008      | мф  | Мадагаскар 2                              | Madagascar: Escape 2 Africa                    | король Джулиан                         |
| 2009      | ф   | Брӱно                                     | Brüno                                          | Бруно                                  |
| 2009      | с   | Вечернее шоу с Конаном О’Брайеном         | The Tonight Show with Conan O’Brien            | Бруно                                  |
| 2010      | мс  | Симпсоны                                  | The Simpsons                                   | Джейкоб                                |
| 2011      | ф   | Хранитель времени                         | Hugo                                           | станционный смотритель Густав          |
| 2012      | ф   | Диктатор                                  | The Dictator                                   | генерал-адмирал Хаффаз Аладин / Эфавад |
| 2012      | мф  | Мадагаскар 3                              | Madagascar 3: Europe’s Most Wanted             | король Джулиан                         |
| 2012      | ф   | Отверженные                               | Les Misérables                                 | Тенардье                               |
| 2013      | с   | На дне                                    | Eastbound & Down                               | Ронни Телман                           |
| 2013      | ф   | Телеведущий 2: И снова здравствуйте       | Anchorman 2: The Legend Continues              | ведущий BBC News                       |
| 2015—2020 | с   | Джимми Киммел в прямом эфире              | Jimmy Kimmel Live!                             | Борат Сагдиев                          |
| 2016      | ф   | Братья из Гримсби                         | Grimsby                                        | Нобби                                  |
| 2016      | ф   | Алиса в Зазеркалье                        | Alice in Wonderland: Through the Looking Glass | Время                                  |
| 2016      | кор | —                                         | Past Forward                                   | человек без рта                        |
| 2018      | с   | Кто есть Америка?                         | Who Is America?                                | разные персонажи                       |
| 2019      | с   | Шпион                                     | The Spy                                        | Эли Коэн                               |
| 2020      | ф   | Суд над чикагской семёркой                | The Trial of the Chicago 7                     | Эбби Хоффман                           |
| 2020      | ф   | Борат 2                                   | Borat Subsequent Moviefilm                     | Борат Сагдиев                          |
| 2021      | мф  | Лука                                      | Luca                                           | Дядя Уго                               |
| 2024      | с   | Все совпадения неслучайны                 | Disclaimer                                     | Роберт Рейвенскрофт                    |
| 2025      | с   | Железное сердце                           | Ironheart                                      | Мефисто                                |
|           | ф   | Мэдрейк Волшебник                         | Mandrake the Magician                          | Мэдрейк                                |

## Награды и номинации
| Награда                        | Год  | Категория                                                     | Название работы                     | Результат |
| ------------------------------ | ---- | ------------------------------------------------------------- | ----------------------------------- | --------- |
| Оскар                          | 2007 | Лучший адаптированный сценарий                                | Борат                               | Номинация |
| Оскар                          | 2021 | Лучший адаптированный сценарий                                | Борат 2                             | Номинация |
| Оскар                          | 2021 | Лучшая мужская роль второго плана                             | Суд над чикагской семёркой          | Номинация |
| Золотой глобус                 | 2007 | Лучшая мужская роль в комедии и мюзикле                       | Борат                               | Победа    |
| Золотой глобус                 | 2019 | Лучшая мужская роль в комедийном телесериале или мюзикле      | Кто есть Америка?                   | Номинация |
| Золотой глобус                 | 2020 | Лучшая мужская роль в мини-сериале или телефильме             | Шпион                               | Номинация |
| Золотой глобус                 | 2021 | Лучшая мужская роль второго плана в кинофильме                | Суд над чикагской семёркой          | Номинация |
| Золотой глобус                 | 2021 | Лучшая мужская роль в комедии и мюзикле                       | Борат 2                             | Победа    |
| Эмми                           | 2003 | Лучшая нон-фикшн программа                                    | Шоу Али Джи                         | Номинация |
| Эмми                           | 2003 | Лучший сценарий нон-фикшн программы                           | Шоу Али Джи                         | Номинация |
| Эмми                           | 2005 | Лучшее варьете, музыкальная или комедийная программа          | Шоу Али Джи                         | Номинация |
| Эмми                           | 2005 | Лучший сценарий варьете, музыкальной или комедийной программы | Шоу Али Джи                         | Номинация |
| Эмми                           | 2019 | Лучшее скетчевое варьете                                      | Кто есть Америка?                   | Номинация |
| Эмми                           | 2019 | Лучшая режиссура скетчевого варьете                           | Кто есть Америка?                   | Номинация |
| BAFTA TV                       | 2000 | Лучшее развлекательная роль                                   | The 11 O’Clock Show                 | Номинация |
| BAFTA TV                       | 2001 | Лучшая комедия (программа или сериал)                         | Шоу Али Джи                         | Победа    |
| BAFTA TV                       | 2001 | Лучшая комедийная роль                                        | Шоу Али Джи                         | Победа    |
| Премия Гильдии киноактёров США | 2013 | Лучший актёрский состав в игровом кино                        | Отверженные                         | Номинация |
| Премия Гильдии киноактёров США | 2021 | Лучшая мужская роль второго плана                             | Суд над чикагской семёркой          | Номинация |
| Премия Гильдии киноактёров США | 2021 | Лучший актёрский состав в игровом кино                        | Суд над чикагской семёркой          | Победа    |
| Спутник                        | 2004 | Лучшая мужская роль в комедийном телесериале или мюзикле      | Шоу Али Джи                         | Номинация |
| Спутник                        | 2006 | Лучшая мужская роль в кинофильме                              | Борат                               | Номинация |
| Спутник                        | 2012 | Лучший актёрский ансамбль                                     | Отверженные                         | Победа    |
| Спутник                        | 2021 | Лучшая мужская роль второго плана в кинофильме                | Суд над чикагской семёркой          | Номинация |
| Спутник                        | 2021 | Лучшая мужская роль в кинофильме                              | Борат 2                             | Победа    |
| MTV Movie & TV Awards          | 2007 | Лучший поцелуй                                                | Рики Бобби: Король дороги           | Победа    |
| MTV Movie & TV Awards          | 2007 | Лучшая комедийная роль                                        | Борат                               | Победа    |
| MTV Movie & TV Awards          | 2007 | Лучший бой                                                    | Борат                               | Номинация |
| MTV Movie & TV Awards          | 2014 | Лучший бой                                                    | Телеведущий 2: И снова здравствуйте | Номинация |
| MTV Movie & TV Awards          | 2021 | Лучшая мужская роль                                           | Суд над чикагской семёркой          | Номинация |
| MTV Movie & TV Awards          | 2021 | Лучший дуэт                                                   | Борат 2                             | Номинация |